# Лоллия Сатурнина
Лоллия Сатурнина (лат. Lollia Saturnina) (около 10 — после 41 года) — дочь Марка Лоллия, сына Марка Лоллия (консула в 21 году до н. э.) и Волузии Сатурнины, дочери Луция Волузия Сатурнина (консула-суффекта 12 года до н. э.).
Лоллия Сатурнина состояла в браке с Децимом Валерием Азиатиком (консулом-суффектом в 35 году и консулом в 46 году); их сыном был Децим Валерий Азиатик, легат и пропретор Белгики в 69 году.
Лоллия Сатурнина была старшей дочерью в семье; обе дочери славились своей красотой.
Младшая сестра Лоллия Паулина в начале 38 года была разведена с первым мужем — Публием Меммием Регулом (консулом-суффектом в 31 году) и взята в жёны императором Калигулой.
Около 39 года, через полгода после развода с младшей сестрой, император Калигула сделал Лоллию Сатурнину своей любовницей, начав затем всенародно обсуждать эту связь, в том числе в присутствии её мужа Децима Валерия Азиатика, за что тот возненавидел Калигулу.